# 낙타아목
낙타아목(Tylopoda)은 우제목/경우제목에 속하는 육상 초식성 포유류 아목의 하나이다. 핵각류(核脚類)로 부르기도 한다. 야생에서 사는 현존 종은 남아메리카와 아시아에 분포하며, 오스트레일리아에 사는 종들은 도입종들이다. 북아메리카와 유럽에서는 오래전에 사라져 화석으로만 남아있다. 낙타아목은 에오세 기간인 약 4,620만년전에 나타났다.
낙타아목에서 현존하는 과는 낙타과가 유일하며, 낙타와 라마, 구아나코, 비쿠냐, 알파카만을 포함하고 있다.